# پاپ گریگوری ششم
پاپ گریگوری ششم (به انگلیسی: Gregory VI) یکی از پاپ‌های کلیسای کاتولیک رم بود که از ۱۰۴۵ تا ۱۰۴۶ میلادی پاپ بود.